# 1899 în științifico-fantastic
- 1898 în științifico-fantastic — 1899 în științifico-fantastic — 1900 în științifico-fantastic

1899 în științifico-fantastic a implicat o serie de evenimente:

## Nașteri și decese

### Nașteri
- Hans Theodor Brik (d. 1982)
- Axel Eggebrecht (d. 1991)
- Laurence Manning (d. 1972)
- Lao She (d. 1966)
- Paul Eugen Sieg (d. 1950)
- R. F. Starzl (d. 1976)

## Cărți
- Moxon's Master de Ambrose Bierce
- The Violet Flame de Fred T. Jane

### Romane
- Arqtiq de Anna Adolph
- The Sleeper Awakes de H. G. Wells
- A Strange Discovery de Charles Romyn Dake, romanul este o continuare a lucrării Aventurile lui Arthur Gordon Pym (1838) de Edgar Allan Poe

## Filme
| Titlu | Regizor | Distribuție | Țara | Sub-Gen /Note |
| ----- | ------- | ----------- | ---- | ------------- |
|       |         |             |      |               |

## Premii
Principalele premii nu s-au acordat în această perioadă.